# Округ Макленан (Тексас)
Округ Макленан (енгл. McLennan County) је округ у америчкој савезној држави Тексас. По попису из 2010. године број становника је 234.906.

## Демографија
Према попису становништва из 2010. у округу је живело 234.906 становника, што је 21.389 (10,0%) становника више него 2000. године.
| Група             | 2000.           | 2010.           |
| Белци             | 138.008 (64,6%) | 138.295 (58,9%) |
| Афроамериканци    | 32.428 (15,2%)  | 34.767 (14,8%)  |
| Азијати           | 2.284 (1,1%)    | 3.220 (1,4%)    |
| Хиспаноамериканци | 38.233 (17,9%)  | 55.471 (23,6%)  |
| Укупно            | 213.517         | 234.906         |